# Краковско-познанское произношение
Кра́ковско-по́знаньское произноше́ние (также краковско-познанский вариант произношения, краковско-познанский субстандарт; пол. wymowa krakowsko-poznańska, substandard krakowsko-poznański) — один из двух равноправных вариантов произношения польского кодифицированного языка наряду с общепольским варшавским. Характеризуется небольшим набором фонетических признаков, противопоставленных признакам варшавского произношения. Характерен для большинства носителей польского в западных и южных районах Польши. Назван по крупнейшим культурным и экономическим центрам запада страны — Познани, и юга — Кракова.

## Характеристика

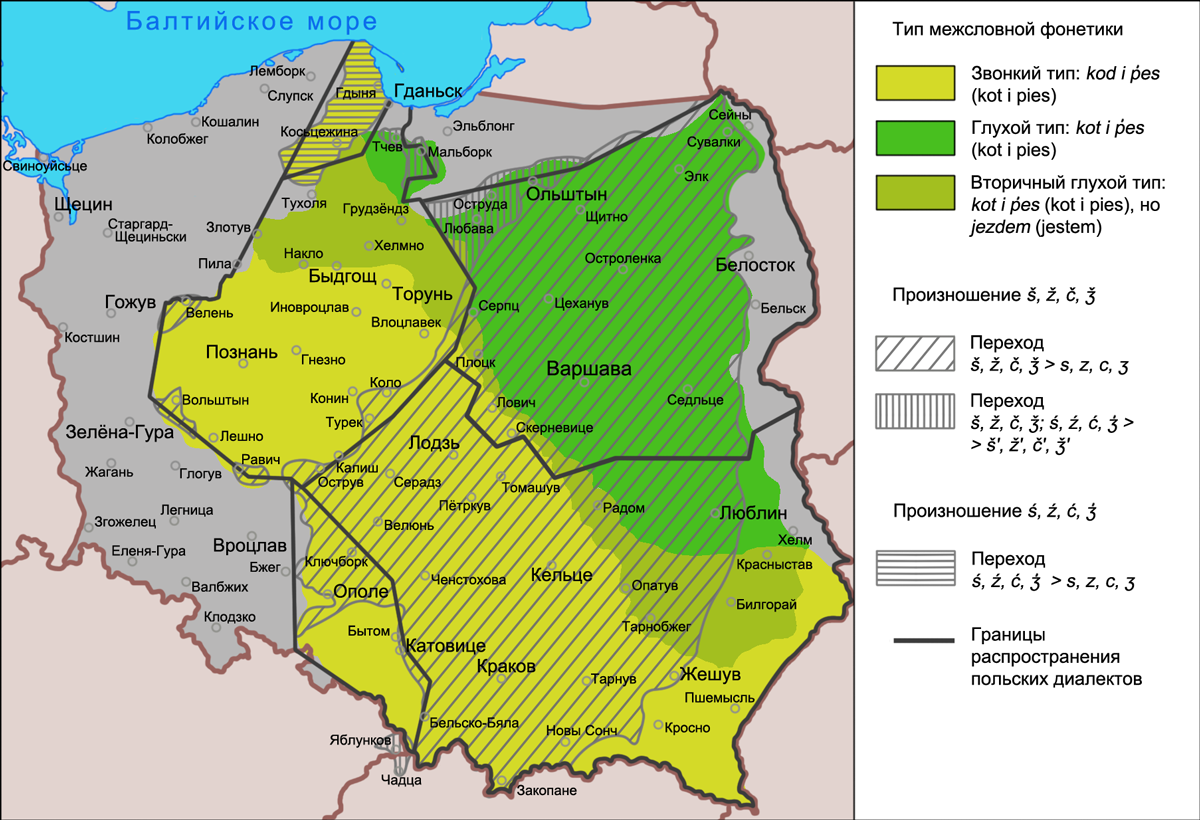
Ареалы звонкого и глухого типа сандхи на территории распространения польского языка

Краковско-познанское произношение отличается звонким типом межсловной фонетики (сандхи), который выражается в озвончении конечных глухих согласных и сохранении звонких на стыке слов перед последующим сонорным согласным или любым гласным (озвончающее произношение): brat ojca [brad‿oɪ̯ca] «брат отца», kot rudy [kod‿rudy] «рыжий кот», dziś nagle [ʒ́iź‿nagle] «сегодня вдруг», pies Roberta [p’jez‿Roberta] «пёс Роберта», kosz malin [kož‿mal’in] «корзина малины», talerz malin [talež‿mal’in] «тарелка малины». 
Звонкий тип межсловной фонетики характерен как для речи носителей стандартного языка, так и для диалектной речи жителей южной и западной частей Польши — носителей великопольского, малопольского и силезского диалектов. На остальной территории Польши, на которой доминирует варшавский тип произношения стандартного языка, глухой согласный в позиции конца слова перед начальным сонорным или начальным гласным следующего слова сохраняет своё качество, а звонкий согласный оглушается (оглушающее произношение): brat ojca [brat‿oɪ̯ca], kot rudy [kot‿rudy], dziś nagle [ʒ́iś‿nagle], pies Roberta [p’jes‿Roberta], kosz malin [koš‿mal’in], talerz malin [taleš‿mal’in] (в предложно-падежных сочетаниях озвончающий вариант сандхи отмечается на всей территории Польши: pod oknem [pod‿oknem] «под окном»).
Ещё одной характерной чертой краковско-познанского произносительного варианта является звонкое произношение губно-зубной v в группах согласных типа tv, sv и т. п., противопоставляемое варшавскому произношению (прогрессивной ассимиляции), в котором глухие согласные оглушают последующую звонкую согласную v: краковско-познанское twój [tvui̯] «твой», świat [śv’i̯at] «мир», chwała [xvau̯a] «слава», chwila [xv’ila] «момент» при варшавском [tfui̯], [śf’i̯at], [xfau̯a], [xf’ila].
Кроме этого, к фонетическим признакам краковско-познанского произношения относят реализацию переднеязычной носовой согласной n перед заднеязычными [k], [g], [k’], [g’], образующими группы согласных nk, пр’, ng, n’g’, на стыке морфем и внутри морфем как [ŋ] или как её палатализованный вариант [ŋ’] (уподобление n заднеязычным согласным): panienka [pańeŋka], panienki [pańeŋ’k’i] (родительный падеж единственного числа), szynki [šyŋ’k’i] (родительный падеж единственного числа), sanki [saŋ’k’i], okienko [ok’eŋko] «оконце». Сочетание n’g’ встречается при этом только в формах устаревшего слова ongiś «когда-то» и onegdaj «давно». У слов с nk, n’k’, ng, n’g’ на стыке морфем наряду со словоформами с этими сочетаниями всегда имеются словоформы, у которых между носовым и заднеязычным согласными появляется беглая гласная e [ɛ]: szynka [šyŋka] — szynek [šynek] (родительный падеж множественного числа), panienka [pańeŋka] — panienek [pańenek] (родительный падеж множественного числа). На территории остальной Польши произношение n перед [k], [g], [k’], [g’] на стыке морфем не изменяется (внутри морфем при этом в данной позиции отмечается велярный носовой [ŋ]): panienka [pańenka], panienki [pańen’k’i], szynki [šyn’k’i], sanki [san’k’i], okienko [ok’enko], но bank [baŋk] «банк», banki [baŋ’k’i] «банки», ręka [reŋka] «рука», ręki [reŋ’k’i] «руки» (родительный падеж единственного числа).
Поскольку границы ареалов каждого из вариантов фонетических признаков литературной нормы не совпадают друг с другом область исключительного распространения краковско-познанских черт граничит с областями, в которых эти черты сосуществуют с варшавскими фонетическими особенностями. Например, на севере познанской (великопольской) территории размещена область, в которой краковско-познанские черты распространены наряду с варшавским произношением носовых согласных перед заднеязычными, а на севере краковской (малопольской) территории размещена область, в которой наряду с краковско-познанскими чертами отмечается варшавский оглушающий тип межсловной фонетики.